# Филипп I де Монфор

Сеньория Тир на карте Галилеи

Филипп I де Монфор (фр. Philippe I de Montfort; убит в Тире 12 августа 1270) — сеньор Кастра в 1228—1239, сеньор Тира с 1246, сеньор Торона (1239—1257, по правам жены).
Родился около 1207 г. Сын Ги де Монфора. После смерти отца унаследовал его сеньории Кастр, Ферте-Але и Бретанкур (1228). В 1239 г. передал их сыну Филиппу, а сам отправился в Палестину.
В 1243 г. получил в качестве фьефа город Тир в Иерусалимском королевстве.
В 1248 году — один из претендентов на трон Киликийского царства.
По приказу султана Бейбарса убит асассинами 12 августа 1270 года во время молитвы в часовне, по подозрению в том, что призывал европейских правителей к крестовому походу.
Первая жена (свадьба ок. 1221) — Элеонора де Куртене (ок. 1208—1229), дочь императора Латинской империи Пьера II де Куртене и Иоланды Фландрской. От неё дети:
- Филипп II де Монфор (ум. 1270), сеньор Кастра и Ферте-Але
- две дочери — Элеонора и Жанна.

Вторая жена — Мария Антиохийская, дочь князя Антиохии Раймона Рюпена, наследница Торона. От неё дети:
- Жан де Монфор (ум. 27 ноября 1283), сеньор Тира
- Онфруа де Монфор (ум. 12 февраля 1284), сеньор Тира
- Аликс де Монфор
- Элвиса де Монфор, жена Симона (Манселя), констебля Антиохии.